# Humberto Suazo
Humberto Andrés Suazo Pontivo (San Antonio, 10 mei 1981) is een Chileens voormalig betaald voetballer die bij voorkeur als aanvaller speelt. In februari 2005 debuteerde hij in het Chileens nationaal elftal, waarvoor hij meer dan zestig interlands speelde.

## Clubcarrière
Als jeugdvoetballer speelde Suazo voor Club Torino de San Antonio (1987-1995) en Universidad Católica (1996-1999). Als profvoetballer speelde hij in Chili voor achtereenvolgens Ñublense (2000), Club Magallanes (2001), San Antonio Unido (2002), San Luis Quillota (2003), Audax (2004-2005) en Colo-Colo (2006-2007). Met Colo-Colo won hij drie landstitels (Apertura 2006, Clausura 2006, Apertura 2007) en haalde hij in 2006 de finale van de Copa Sudamericana. In 2007 werd Suazo gecontracteerd door CF Monterrey. In 2010 speelde hij op huurbasis voor Real Zaragoza en hij sloot zijn loopbaan eind 2015 af bij Colo-Colo.

## Interlandcarrière
Suazo debuteerde op 9 februari 2005 tegen Ecuador in het Chileens nationaal elftal. In 2007 nam de aanvaller met zijn land deel aan de Copa América. Hij scoorde twee keer tijdens de 3-2-overwinning op Ecuador in de eerste wedstrijd van Chili op dit toernooi.
Drie jaar later nam bondscoach Marcelo Bielsa Suazo mee naar het WK 2010. Daarop maakte hij zijn eerste speelminuten in de tweede groepswedstrijd tegen Zwitserland (1-0 winst), waarin hij in de basis begon maar in de rust werd gewisseld. In de achtste finale tegen Brazilië (3-0 verlies) speelde hij van begin tot eind.

## Erelijst
Colo-Colo
- Primera División de Chile

2006-Apertura, 2006-Clausura, 2007-Apertura
- Topscorer Primera División de Chile

2006-Apertura (19 goals)
- Topscorer Primera División de Chile

2007-Apertura (18 goals)
 Monterrey
- Primera División de México

2009-Apertura, 2010-Apertura
- CONCACAF Champions League

2011, 2012, 2013